# Maison-Rouge
Maison-Rouge è un comune francese di 881 abitanti situato nel dipartimento di Senna e Marna nella regione dell'Île-de-France.

## Storia

### Simboli
Lo stemma è stato adottato nel dicembre del 1998. Maison-Rouge è il risultato della fusione dei vecchi comuni di Coutevroust e Landoy, rappresentati rispettivamente dagli smalti rosso e verde. La casa (in francese maison) fa riferimento al nome del paese, e la sua posizione a cavallo della partizione indica l'unione dei due precedenti comuni.
Le piume sono attributi di sant'Agostino, patrono del paese. Il ferro di cavallo indica la presenza di varie stazioni di posta all'interno del territorio comunale.

## Società

### Evoluzione demografica
Abitanti censiti